# Prescottia
Prescottia is een geslacht uit de orchideeënfamilie en de onderfamilie Orchidoideae.
Het geslacht telt 27 soorten afkomstig uit de tropische streken van Midden- en Zuid-Amerika.

## Naamgeving en etymologie
De botanische naam Prescottia is een eerbetoon aan de Engelse botanicus John D. Prescott.

## Kenmerken
Prescottia-soorten zijn terrestrische orchideeën met vlezige, spoel- of knolvormig verdikte, behaarde wortels en een bladrozet van al dan niet gesteelde, vlezige, ovale bladeren. De bloeiwijze is een rechtopstaande, met enkele vliezige schutblaadjes bedekte en aan de top behaarde bloemstengel, met een lange eindstandige aar met talrijke kleine bloempjes.
De kleine bloemen zijn niet-geresupineerd (de bloemlip wijst naar boven) en onopvallend groen en wit gekleurd. Het vruchtbeginsel is ongesteeld en met klierharen bezet. De drie kelkbladen zijn gelijkvormig, aan de basis met elkaar gefuseerd, de toppen uitgespreid of teruggeslagen. De kroonblaadjes zijn veel smaller en eveneens aan de basis versmolten met de kelkblaadjes. De lip is in tegenstelling tot de andere bloemblaadjes vlezig, kap- of komvormig over de bloem uitgespreid, aan de basis sterk versmald, vergroeid met de voet van het gynostemium, en vormt samen met de laterale kelkbladen een buisvormige honingklier. Het gynostemium is kort en vlezig, aan de top gevleugeld, met een korte voet. De stempel bestaat uit slechts één vlak. De meeldraad draagt vier korrelige pollinia.
Prescottia densiflora wordt bestoven door bijen uit de familie Halictidae. Andere soorten zijn zelfbestuivend.

## Habitat en verspreiding
Prescottia-soorten komen voor van Florida en Mexico over Midden-Amerika en het Caraïbisch gebied tot in het noorden van Zuid-Amerika (Argentinië, Paraguay en Uruguay). Ze groeien voornamelijk in schaduwrijke bossen tot op een hoogte van 3.000 m.

## Taxonomie
Het geslacht telt 27 soorten. De typesoort is Prescottia plantaginea.

### Soortenlijst
- Prescottia auyantepuiensis Carnevali & G.A.Romero in G.A.Romero & G.Carnevali (2000)
- Prescottia carnosa C.Schweinf. (1951)
- Prescottia cordifolia Rchb.f. (1855)
- Prescottia densiflora (Brongn.) Lindl. (1841)
- Prescottia epiphyta Barb.Rodr. (1877)
- Prescottia glazioviana Cogn. in C.F.P.von Martius & auct. suc. (eds.) (1895)
- Prescottia lancifolia Lindl. (1840)
- Prescottia leptostachya Lindl. (1836)
- Prescottia lojana Dodson (1996)
- Prescottia microrhiza Barb.Rodr. (1877)
- Prescottia montana Barb.Rodr. (1877)
- Prescottia mucugensis C.O.Azevedo & Van den Berg (2010)
- Prescottia nivalis Barb.Rodr. (1882)
- Prescottia octopollinica Barb.Rodr. (1882)
- Prescottia oligantha (Sw.) Lindl. (1840)
- Prescottia ostenii Pabst (1979)
- Prescottia pellucida Lindl. (1858)
- Prescottia petiolaris Lindl. (1836)
- Prescottia phleoides Lindl. (1840)
- Prescottia plantaginea Lindl. in W.J.Hooker (1824)
- Prescottia polyphylla Porsch (1905)
- Prescottia rodeiensis Barb.Rodr. (1882)
- Prescottia serrana M.N.Correa (1992)
- Prescottia stachyodes (Sw.) Lindl. (1836)
- Prescottia stricta Schltr. (1921)
- Prescottia tepuyensis Carnevali & C.A.Vargas (1996)
- Prescottia villenarum Christenson (2002)